# Шевченко Родіон Анатолійович
Родіо́н Анато́лійович Шевче́нко — сержант, військовослужбовець Державної прикордонної служби України, учасник російсько-української війни, який загинув у ході російського вторгнення в Україну в 2022 році.

## Життєпис
Народився 7 липня 2000 року в м. Бериславі Херсонської області.
Півтора року проходив службу у складі підрозділу Державної прикордонної служби України.
Загинув 24 лютого 2022 року на Херсонщині.

## Нагороди
- орден «За мужність» III ступеня (2022, посмертно) — за особисту мужність і самовіддані дії, виявлені у захисті державного суверенітету та територіальної цілісності України, вірність військовій присязі.